# Aeshna isoceles
Aeshna isoceles е вид водно конче от семейство Aeshnidae. Видът не е застрашен от изчезване.

## Разпространение и местообитание
Разпространен е в Австрия, Азербайджан, Албания, Алжир, Армения, Беларус, Белгия, Босна и Херцеговина, България, Великобритания, Германия, Грузия, Гърция, Дания, Испания, Италия, Латвия, Малта, Мароко, Нидерландия, Полша, Португалия, Северна Македония, Румъния, Русия, Словакия, Словения, Тунис, Турция, Украйна, Франция, Хърватия, Чехия, Швейцария и Швеция.
Среща се на надморска височина от -4 до 22 m.